# Harrachaur
Harrachaur (nep. हर्राचौर) – gaun wikas samiti w zachodniej części Nepalu w strefie Lumbini w dystrykcie Gulmi. Według nepalskiego spisu powszechnego z 2001 roku liczył on 428 gospodarstw domowych i 2018 mieszkańców (1123 kobiet i 895 mężczyzn).